# Гура (гмина)
Гура (пол. Góra) — городско-сельская гмина (волость) в Польше, входит как административная единица в Гурувский повет, Нижнесилезское воеводство. Население 20 919 человек (на 2004 год).

## Демография
| Перепись                       | Всего   | Всего | Женщины | Женщины | Мужчины | Мужчины |
| ------------------------------ | ------- | ----- | ------- | ------- | ------- | ------- |
| Единицы                        | человек | %     | человек | %       | человек | %       |
| Население                      | 20 919  | 100   | 10 682  | 51,1    | 10 237  | 48,9    |
| Плотность населения (чел./км²) | 77,8    | 77,8  | 39,7    | 39,7    | 38,1    | 38,1    |

## Сельские округа
1. Боршин-Малы
2. Боршин-Вельки
3. Бронув
4. Бжежаны
5. Хрусцина
6. Чернина
7. Чернина-Дольна
8. Чернина-Гурна
9. Глинка
10. Голя-Гуровска
11. Грабовно
12. Ястшембя
13. Клода-Гуровска
14. Крушинец
15. Лигота
16. Лагишин
17. Нова-Вёска
18. Осетно
19. Осетно-Мале
20. Поляново
21. Радослав
22. Рогув-Гуровски
23. Рычень
24. Славенцице
25. Стара-Гура
26. Струменна
27. Струмык
28. Сулкув
29. Шедзец
30. Слюбув
31. Вежовице-Мале
32. Вежовице-Вельке
33. Витошице
34. Влодкув-Дольны
35. Завесцице

## Соседние гмины
1. Гмина Бояново
2. Гмина Емельно
3. Гмина Нехлюв
4. Гмина Рыдзына
5. Гмина Свенцехова
6. Гмина Вонсош